# Neoklész
Neoklész (Kr. e. 4. század) görög filozófus.
Epikurosz apja volt. Mint telepes Számoszban telepedett le, és ugyanott iskolát alapított. Munkái nem maradtak fenn, Cicero tesz említést róla.
Nem tévesztendő össze Neokleósszal, akit gyakran szintén Neoklésznek neveznek, Themisztoklész apjával.